# Хаджилар

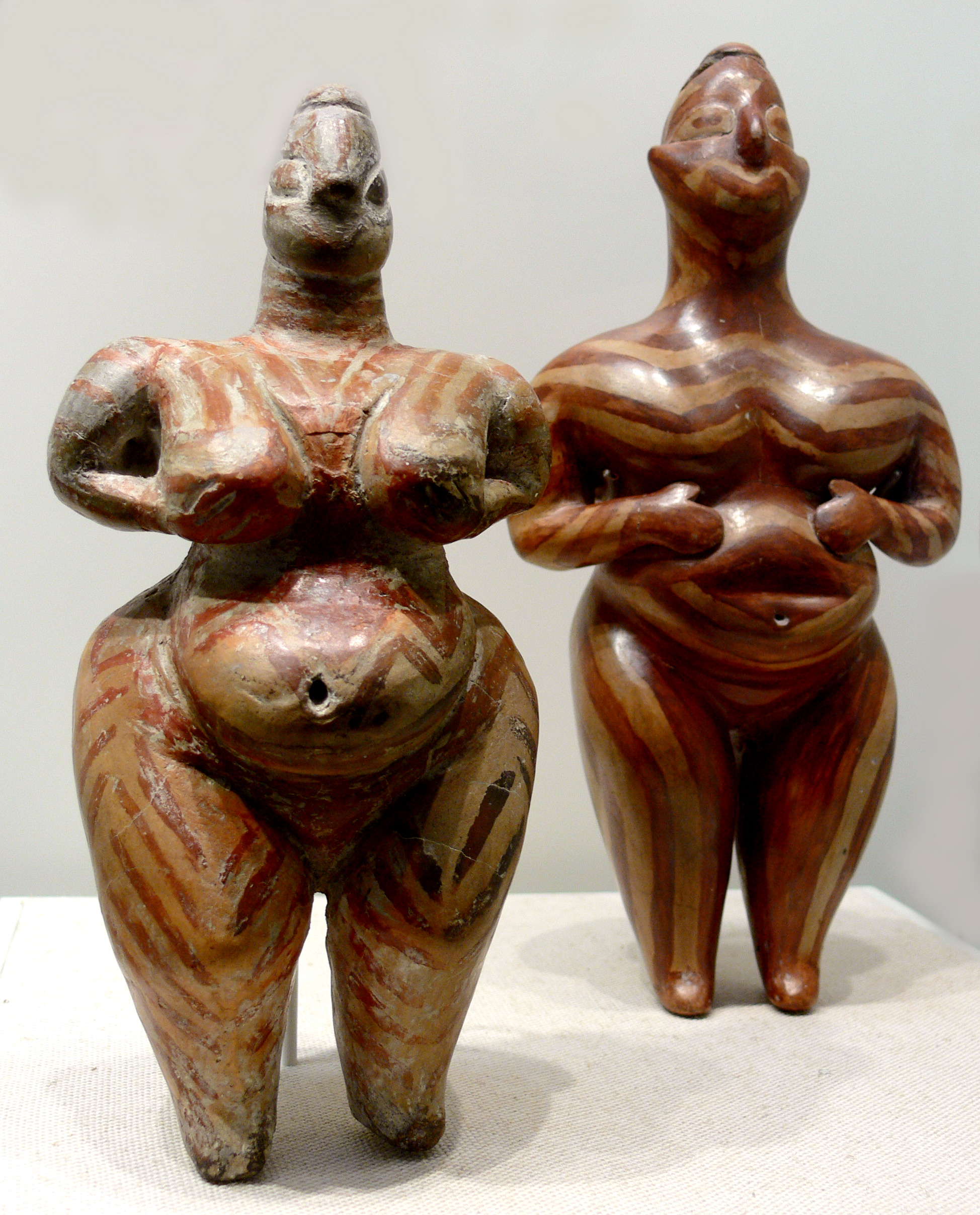
Статуэтки из Хаджилара

Хаджила́р или Хасилар (тур. Hacilar) — стоянка эпохи неолита в юго-западной Турции, в 25 км к юго-западу от Бурдура. Археологические раскопки показали, что жители несколько раз покидали стоянку и снова возвращались в неё. Самые древние находки относятся к 7040 до н. э.
После исчезновения поселения на его месте образовался тепе (холм), который в 1956 году местный учитель показал английскому археологу Джеймсу Меллаарту. Раскопки на месте стоянки начались под руководством Меллаарта в 1957 году и продолжались до 1960 года. Найденные артефакты сейчас хранятся в Музее анатолийских цивилизаций в Анкаре.
Дома в Хаджиларе составляли группы, окружающие внутренний двор селения. Каждое жилище было построено на каменном фундаменте для защиты от воды. Стены были сделаны из дерева и штукатурки или необожжённого глиняного кирпича, скреплённого известковым раствором. Внутри дома плоскую крышу поддерживали деревянные столбы. Считается, что у домов был верхний этаж из дерева.
Внутренние стены были покрыты штукатуркой и кое-где покрашены. На полу были найдены жернова, жаровни, ступы. Ниши в стенах использовались как шкафы. Кухня была отделена от жилых комнат, верхний этаж использовался в качестве мастерской.
На уровне 5700 до н. э. были найдены статуэтки богини верхом на леопарде или стоящей и держащей детёныша леопарда. Также найдены статуэтки стоящей, сидящей и отдыхающей богини, одной или с ребёнком. Иногда она обнажена, иногда в набедренной повязке cache-sexe. На более позднем уровне (5435 — 5200 до н. э.) фигурок богини больше не было.
На поздних этапах существования поселения Хаджиларская культура характеризуется изысканной керамикой, богато украшенной геометрическими формами.
Хаджиларская культура связывается с культурой Неа-Никомедия материковой Греции.
Часть находок хранится в археологическом музее Бурдура.